# بيكس دي بوسون
بيكس دي بوسون (بالإنجليزية: Becs de Bosson)‏ هو أحد جبال سلسلة جبال الألب بينيني ويقع في كانتون فاليز في سويسرا. يحتل المرتبة رقم 160 في قائمة جبال سويسرا من حيث الارتفاع، إذ يبلغ ارتفاعه حوالي 3149 متر، بينما يبلغ ارتفاع نتوء الجبل 362 متر.